# 違反校規的跳投
違反校規的跳投（英語：Fly the jumper）是一部於2020上映的電視劇，為七十六号原子出品的第二號作品，以籃球運動為題材，講述男孩們在球場上的成長與追尋夢想的故事。由吳念軒、蔡瑞雪、李洺中、范姜彥豐、宋偉恩、劉育仁、各務孝太、簡伯廷、李齊等人主演，本劇於2019年11月開拍，因受疫情影響延檔至2020年7月17日在MyVideo首播。

## 播出時間

### 網路平台
| 频道    | 所在地 | 首播日期      | 播出時間    | 備註            |
| ------- | ------ | ------------- | ----------- | --------------- |
| MyVideo | 臺灣   | 2020年7月17日 | 每週五17:00 | 首播一次連播2集 |

## 故事大綱
一心想成為籃球高手的張健一，11歲那年診斷出患有家族遺傳疾病，只要過度激烈運動都有可能會導致心臟破碎…從此以後，健一把籃球夢藏在投籃機跟虛擬籃球電玩裡，他苦練投籃，想像自己也能成為像CURRY那樣的神射手。16歲那年，適逢恆星高中籃球隊籌備參加籃球乙級聯賽，籃球隊經理妍熙意外發現健一驚人的命中率，認為健一是籃球隊的救世主，熱情邀請健一加入籃球隊。暗戀妍熙多時的健一，聽到妍熙如此肯定自己，瞞著父母加入籃球隊，然而他兩光的體能差點被魔鬼教練沙末退貨。
面對父母的反對、身體的限制、以及隊友的不屑，健一究竟能不能堅持夢想，突破極限，勇敢追求自己的籃球夢？!

## 演員列表

### 主要角色
| 演員     | 角色            | 介紹 |
| -------- | --------------- | --- |
| 吳念軒   | 張健一          | 男，16歲。個性貼心、在乎四周人們的感受，健一總是把自己的情緒藏在心裡，從小喜歡打籃球，喜歡NBA。但真實生活的他連跑步都被母親禁止。十一歲那年，張健一被檢查出是特殊疾病患者後，籃球成了他的絕緣體。因為他有顆脆弱的心臟，不能從事激烈的運動，也不能有太大的情緒起伏。籃球成為他遙不可及的夢想。                                  |
| 各務孝太 | 李文景          | 男，16歲。張健一同班同學兼死黨，個性中二，注重外貌，愛耍帥，一天到晚想把妹。認為高中男生最好把妹的活動是彈吉他，所以把健一拉來參加吉他社。國中前都在美國唸書的文景，總是讓人覺得有點過度熱情，用有點怪怪的口音大聲講話。但是只要兄弟健一有難，則會一反常態的擺出認真的態度，第一個站出來挺他。                                 |
| 蔡瑞雪   | 李妍熙          | 女，18歲。恆星高中籃球社經理，恆星高中校花。開朗充滿活力，平時總是給人精明可靠的印象，但其實私下也有俏皮又衝動的一面。立志成為一名籃球訓練師。 |
| 李洺中   | 李沙末          | 前SBL球員，總是一張撲克牌臉，個性霸道又囂張，認為不合理的訓練是磨練。 身體素質極為強悍，原本是大有前途的籃球員，但因為求勝心過強，與隊友相處常有爭執，在一年冠軍賽場上，為了贏他要求受傷的隊友威力上場，最後雖然贏得了總冠軍，但威力的十字韌帶斷裂，從此以後退出籃壇。沙末最後來到恆星高中擔任籃球隊教練。                     |
| 范姜彥豐 | 許克            | 男，18歲。高三生，品學兼優的模範生，也是籃球隊隊長，做事認真不苟言笑。 學業成績總是頂尖的他，家裡總希望他能跟隨父親的腳步，考上台大醫科成為醫師。籃球一直都只被當成是課外休閒的一部分，不可能成為他生涯規劃的一部分。 健一明明身體不好，卻還是那麼努力練球的模樣。開始讓許克重新思考，籃球對於自己的意義，或許不只是勝負而已。 |
| 李齊     | 蘇豪（大鳥）    | 男，18歲，高三生，球隊副隊長，成熟沈穩的大哥哥。 體型精壯的體保生，運動是他生涯規劃重要的一環，總是認真的在訓練與保護自己。雖然看起來很嚴肅，但其實都是為了球隊著想。身為隊上少數的三年級生，他是許克的後盾，也是沙末教練信賴的球員。平時會負責帶領年輕球員訓練，也常常會管教鬥嘴中的智傑與阿嘴。                              |
| 宋偉恩   | 年達雄 （年年） | 男，18歲，高三生，擔任中鋒，綽號年年(黏黏)。 身材高壯，為了成為最強的中鋒，努力吃胖跟練壯中。白淨斯文，戴著一副厚重眼鏡，是球隊裡的和事佬，非常體貼的年達雄跟許克同班，跟許克朝夕相處下，可以一秒看穿許克的想法，迅速的翻譯給隊友了解，又被成為「許克翻譯機」。                                                                |
| 簡伯廷   | 劉志傑 （阿傑） | 男，18歲，高二生。單眼皮的可愛男生。 家裡是音樂世家，但卻相當喜歡籃球。從小不擅長體育的他，卻一直希望加入籃球隊。雖然一開始完全跟不上，但是硬是挺過了辛苦的練習，留在了隊上。 |
| 劉育仁   | 程信安 （阿嘴） | 男，18歲，高二生，衝動輕浮的大男孩。 相當崇拜NBA球星「戰神」艾倫.艾佛森。從小就混在巷口公園的籃球場，一直都是跟比自己年長的人打球，也練就了一身不錯的籃球技術。每次比賽他堅信一定會贏球，一但輸了就會不服氣地痛哭，十分性情中人。                                                                                              |

### 恆星籃球隊其他成員
| 演員   | 角色     | 介紹                                     |
| ------ | -------- | ---------------------------------------- |
| 姚道明 | 林冠軍   | 男，16歲，恆星籃球隊成員之一。           |
| 陳伯仲 | 蔡立萬   | 男，恆星籃球隊成員之一。                 |
| 張誌軒 | 郭小杰   | 男，恆星籃球隊成員之一。                 |
| 陳峻廷 | 吳紅星   | 男，16歲，恆星籃球隊成員之一。           |
| 邱崇瀚 | 李贏豐   | 男，恆星籃球隊成員之一。                 |
| 顏行書 | 威力教練 | 恆星籃球隊前教練，因膝蓋受傷而離開恆星。 |

### 其他角色
| 演員   | 角色     | 介紹                                   |
| ------ | -------- | -------------------------------------- |
| 潘慧如 | 健一母   | 張健一的母親。                         |
| 劉漢強 | 健一父   | 張健一的父親。                         |
| 大飛   | 萬老闆   | 體育用品店老闆。                       |
| 魏維   | 魏維     | 萬老闆的好友。                         |
| 林志杰 |          | 富邦勇士隊成員之一，河濱公園3對3球員。 |
| 張伯維 |          | 富邦勇士隊成員之一，河濱公園3對3球員。 |
| 林冠均 |          | 富邦勇士隊成員之一，河濱公園3對3球員。 |
| 唐在揚 | 校長     | 恆星高中校長。                         |
| 楊中天 | 楊醫師   | 替張健一檢查身體狀況的醫師。           |
| 王澤森 | 小健一   | 11歲時的健一，被檢查出是特殊疾病患者。 |
| 王宇君 | 吉他老師 | 健一的吉他老師。                       |
| 林永吉 | 主播     | 籃球比賽主播。                         |
| 吳瑋霆 | 網紅     |                                        |

## 歌曲
| 曲別   | 歌名       | 演唱者 | 作詞               | 作曲               |
| 片頭曲 | 吹個球     | 呂士軒 | 呂士軒             | 呂士軒             |
| 片尾曲 | 用力呼吸   | 張孟權 | 張孟權             | 張孟權             |
| 插曲   | 夢想的旅行 | 李佳歡 | Oliver Kim、李佳歡 | Oliver Kim、李佳歡 |

## 製作團隊
- 出品方：
- 共同出品方：台灣大哥大MyVideo、電通安吉斯集團
- 出品人：楊志光
- 共同出品人：林之晨、張瑞祥、史德懿
- 監製：潘心慧
- 共同監製：李芃君
- 製作公司：貴金影業傳媒股份有限公司
- 導演：李若辳
- 編劇統籌 / 製作統籌：許菱芳
- 編劇：彭雅淑
- 聯合製作：邵珮如、王敏
- 製作人：林添貴、楊中天
- 戲劇顧問：張承中
- 動作指導：光復國小總教練 范永昇
- 籃球顧問：范永昇、富邦勇士隊助理教練 魏維
- 製作策劃：黃千芸
- 策劃助理：辛佳育
- 製片統籌：童胤、王家文
- 製作協調：廖御丞
- 製片助理：蔡岳晉、吳華強、黃子柔、曾文穎
- 副導：許惟萍、廖玉琦
- 助理導演：周尚廷
- 場記：余佳怡
- 攝影指導：張熙明
- 攝影師：廖哲偉
- 攝影大助（跟焦）：鮑亨杰
- 攝影助理：孫祥家、傅政斌、陳柏睿、孫聖凱
- 燈光師：廖天榮
- 燈光大助：顏士忠
- 燈光助理：林映初、詹智傑
- 場務：黃永鑫、蘇伯安
- 美術指導：李毓峰
- 美術助理：戴立婷、游美鳳、林品秀、蔡宓洋
- 美術實習生：徐珮瑜
- 造型指導：王雅玲
- 彩妝師：鄭詠寧
- 梳化助理：宋采穎
- 髮型師：游力昕
- 服裝管理：范惟惟、劉襄頡
- 錄音師：猴子電影藝有限公司 曾怡萱、絲維恩
- 剪輯：何君惠
- 後期製作：捌零後媒體製作股份有限公司 楊邦彥、易勁佐、林婷婷
- 調光：捌零後媒體製作股份有限公司 邱程勇
- 特效動畫：趙志豪
- 配樂音效: 祝立群
- 混音:水星音樂工作室
- 劇照師：李承勳
- 側拍：王怡晴、黃仲逸
- 攝影燈光器材：阿榮影業股份有限公司
- 場務器材：力榮影視器材有限公司
- 製作公司：貴金影業傳媒股份有限公司
- 法務：林靜薇
- 財務：林盈全
- 會計：張凱為
- 行銷統籌：潘心慧
- 行政總監：林幼平

## 外部連結
- 違反校規的跳投的Facebook專頁
- 違反校規的跳投的Instagram帳戶
- 違反校規的跳投的MyVideo頁面 （页面存档备份，存于）
- Studio76-七十六号原子的Facebook專頁